# Aparelho reprodutor masculino
O aparelho reprodutor masculino ou sistema genital masculino é o sistema responsável pela produção dos gametas masculinos, tal como a maturação e introdução destes no aparelho reprodutor feminino. Como processos fisiológicos relacionadas a essas funções, há a produção de hormônios e do sêmen. Sua forma e função está intimamente relacionada à evolução dos sistemas de acasalamento em primatas e ao conflito sexual entre macho e fêmea. 
Existem três formas de se dividirem os órgãos do sistema genital masculino: anatomicamente, funcionalmente ou embriologicamente. A divisão anatômica compreende uma parte externa e uma parte interna. Na parte externa, está o pênis e o escroto, tal como as camadas do testículo. A parte interna compreende as vias espermáticas, as glândulas acessórias e os testículos. É formado por diversos órgãos, os testículos, os epidêmios, os ducto deferentes, as glândulas seminais, a próstata, o ducto ejaculatório e o pênis.

## Parte externa

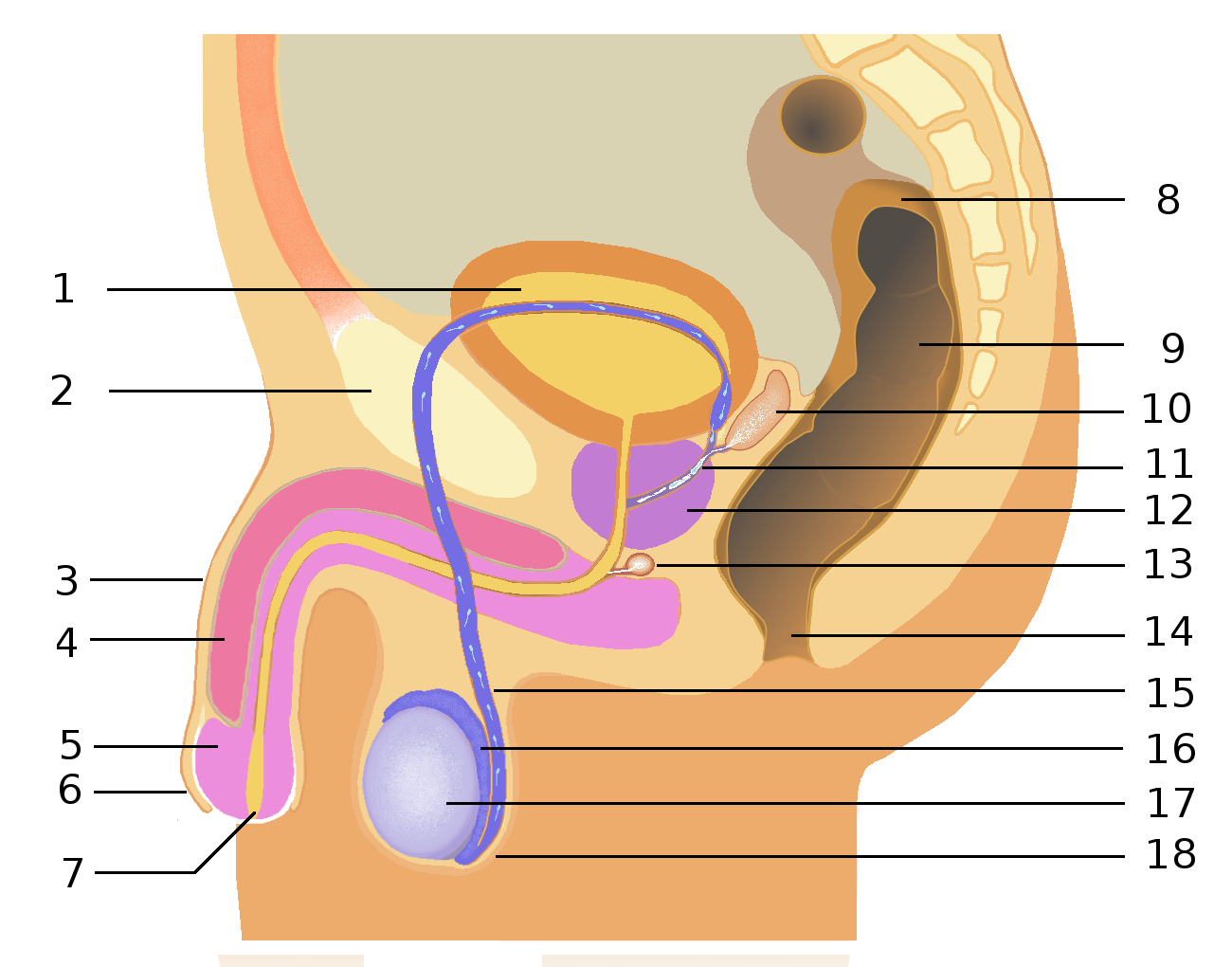
Aparelho reprodutor masculino e órgãos próximos: 1-Bexiga; 2-Osso púbico; 3-Pénis; 4-Corpo cavernoso; 5-Glande; 6-Prepúcio; 7-Abertura uretral; 8-Cólon sigmóide; 9-Recto; 10-Vesícula seminal; 11-Conduto ejaculador; 12-Próstata; 13-Glândula de Cowper (glândula bulbouretral); 14-Ânus; 15-Vaso deferente; 16-Epidídimo; 17-Testículo; 18-Escroto.

- O pênis é o órgão muscular encarregado de conduzir e depositar os espermatozoides no interior da vagina. Compreende grande parte da uretra. Seu interior é composto por três cilindros de tecido esponjoso, os vasos cavernosos, formados por vasos sanguíneos que, durante o ato sexual, estimulados pelo sistema nervoso autônomo, recebem uma quantidade maior de sangue, dilatando-se e provocando a ereção do órgão. Esta ereção é fundamental para que o pênis venha a ser introduzido na vagina da mulher e em seguida venha a depositar seus gametas no interior da fêmea, fenômeno conhecido por ejaculação;
- O meato uretral é o orifício no qual a uretra encontra o exterior do organismo. Situa-se na glande, parte mais volumosa do pênis, popularmente conhecida como "cabeça" do pênis. Esta estrutura contém uma grande quantidade de terminações nervosas, podendo com um simples toque em sua superfície estimular a ereção;
- A glande é coberta pelo prepúcio, uma camada de pele que a protege. Quando há ereção, o prepúcio fica recolhido e a glande fica exposta. Quando isso não ocorre, há o que chamamos de fimose, uma anomalia que impossibilita a exposição da glande com o pênis ereto. Pode ser facilmente corrigida com uma cirurgia simples de circuncisão;
- Saco ou bolsa escrotal: camada de pele que envolve e protege os testículos.

## Parte interna
- Testículos: duas glândulas ovoides envolvidas pela bolsa escrotal. Durante o desenvolvimento embrionário ficam alojados na cavidade abdominal e antes do nascimento migram para o saco escrotal. Quando isto não ocorre, os testículos continuam alojados na cavidade abdominal, condição denominada criptorquidia;
- No interior dos testículos existem numerosos túbulos seminíferos. As paredes destes enovelados contêm células dispostas em camadas, sendo as mais internas chamadas de células germinativas primordiais. Estas participam no processo de espermatogénese, a formação de novos espermatozoides. É importante lembrar que, por estarem situados no saco escrotal, os testículos estão sujeitos a uma temperatura de cerca de 2 a 3º C mais baixa que a do resto do corpo. Esta temperatura mais baixa é fundamental para a espermatogénese;
- Entre estes tubos, existem as células de Leydig ou células intersticiais, estruturas que produzem o hormonio masculino testosterona, responsável pelo desenvolvimento de caracteres sexuais secundários masculinos. Os testículos são glândulas mistas, pois produzem ao mesmo tempo espermatozoides (secreção externa) e testosterona (secreção interna);
- Os túbulos seminíferos existentes dentro dos testículos convergem todos para uma estrutura chamada de epidídimo, que tem como função armazenar os espermatozoides até que estes sejam liberados no ato sexual. Por ter dois testículos, o homem tem também dois epidídimos;
- Cada epidídimo está ligado a um canal fino e longo denominado canal deferente. Por eles os espermatozoides passam pelas glândulas anexas, onde se misturam com as suas secreções para posteriormente serem expulsos do organismo através da uretra;
- As primeiras glândulas a agir sobre os espermatozoides são as vesículas seminais. Estas libertam um líquido nutritivo, o fluido seminal, rico em áçúcares, principalmente frutose. Tem carácter alcalino, neutralizando o meio ácido da uretra e do canal vaginal e evitando a morte dos espermatozoides.
- A próxima glândula é chamada próstata. A sua secreção, viscosa e alcalina, incorpora a composição do sêmen, conferindo mobilidade aos espermatozoides no meio exterior, além de combater o pH ácido da vagina, prejudicial aos mesmos;
- As glândulas bulbouretrais ou glândulas de Cowper localizam-se sob a próstata, ligadas à uretra. Durante a estimulação sexual libertam uma secreção lubrificante que facilita a relação sexual e limpa a uretra dos resíduos de urina.
- Por fim, o sémen é formado e expulso pela uretra no clímax do ato sexual, por contrações (peristaltismo) rítmicas da parede das vias do aparelho reprodutor.